# Ariovisto
Ariovisto fue un líder de los suevos y otros pueblos germánicos aliados en el segundo cuarto del siglo I a. C. Él y sus seguidores intervinieron en una guerra en la Galia, ayudando a los arvernos y los sécuanos a derrotar a sus rivales los heduos, y se asentaron en gran número en el territorio galo conquistado en la región de Alsacia, pero fueron derrotados en la batalla de los Vosgos y expulsados al otro lado del Rin en el año 58 a. C. por Julio César.

## Historia

### Papel y estatus de Ariovisto
Ariovisto era suevo de nacimiento. Hablaba galo con fluidez. Tenía dos esposas, una de las cuales se había llevado desde su hogar. La segunda, que era hermana del rey Voción de Nórico, la había adquirido a través de un matrimonio político.
César describe a Ariovisto como un rex Germanorum. A menudo esto se transcribe como "rey de los germanos", pero como el latín no tenía artículo definido, podía igualmente traducirse como "rey de germanos", sin ninguna implicación de que gobernara a todos los germanos. De hecho, se sabe que Germania estaba dividida entre numerosas entidades y grupos tribales y políticos, muchos, pero no todos, gobernados por reyes. Es probable que la autoridad de Ariovisto sólo se extendiera sobre aquellos germanos que se asentaron en la Galia.
Fue reconocido como un rey por el Senado romano, pero cuán cercano era el título romano al estatus social de Ariovisto entre los germanos es algo que se desconoce. De modo similar, lo que el senado quería decir con rex en aquel momento de la historia de la República no queda claro. La palabra "rey" puede tener diversos significados y lo tuvo a lo largo de varios siglos de la historia romana. Tácito dice que los germanos distinguían entre reyes, que eran elegidos por nacimiento, y líderes militares, que eran elegidos por su habilidad, y que los reyes no tenían poder absoluto.

### Intervención en la Galia
Algún tiempo antes de que César gobernara la Galia (lo que empezó en el año 58 a. C.), fue solicitada su ayuda por los arvernos y los sécuanos en su guerra contra los heduos. Estos últimos eran un populoso pueblo celta que ocupaba el sistema hídrico del río Loira superior, en lo que hoy es Francia. Ellos estaban casi entre sus vecinos al noreste, los sécuanos, quienes ocupaban el valle del río Doubs, y los arvernos en el Macizo Central.
César no dice cuál era la causa del conflicto, pero los sécuanos controlaban el acceso a la orilla del Rin a lo largo del valle del Doubs. Con tal fin gradualmente habían construido un oppidum o ciudad fortificada en Vesontio. Los comerciantes que se dirigían hacia el Ródano y su afluente, el Saona (el antiguo Arar), no podían pasar el Doubs en Vesontio sin llegar a un acuerdo con los sécuanos, ni nadie podía pasar desde el Rin hacia el Ródano salvo en términos similares. El este de todo el gran canal está bordeado por las montañas del Jura y el oeste por el Macizo Central. Vesontio está a 121 km de esa franja del Rin, entre Mulhouse y Basilea.
El Arar formaba parte de la frontera entre los heduos y los sécuanos. Estrabón, quien vivió una generación después de César, a finales de la República y comienzos del Imperio, habla sobre la causa del conflicto entre los sécuanos y los heduos, y realmente era de carácter comercial, al menos desde el punto de vista de Estrabón. Cada tribu reclamaba el Arar y los peajes del tráfico que pasaba por él, "pero ahora", dice Estrabón, "todo es de los romanos". Los sécuanos también normalmente apoyaban a los germanos en sus previas y frecuentes expediciones al otro lado del Rin, lo que muestra que la posterior devastación que hizo Ariovisto de la tierra de los sécuanos representa de hecho una política nueva.
Ariovisto atravesó el río Rin, venciendo a los heduos. La ubicación de la batalla final entre los heduos y sus enemigos, que César llama la batalla de Magetóbriga, se desconoce, pero los quince mil hombres de Ariovisto fueron decisivos a la hora de cambiar las tornas, y los heduos se convirtieron en tributarios de los sécuanos. Cicerón escribe en el año 60 a. C. sobre una derrota sufrida por los heduos, quizá en referencia a esta batalla. Ariovisto tomó un tercio del territorio de los heduos, estableciendo a ciento veinte mil germanos allí. Para evitar violar el territorio de quienes por el momento eran sus aliados, Ariovisto debió pasar por debajo de la división entre el Rin y el Doubs en las proximidades de Belfort, y luego haberse aproximado a los heduos a lo largo del valle del río Ognon. Ese movimiento dejaba a los sécuanos entre él y las montañas del Jura, una situación intolerable para ambos a menos que fueran aliados.
Ariovisto decidió apartar a los sécuanos del estratégico valle de Doubs y repoblarlo con colonos germánicos. Exigió otro tercio de tierra céltica para sus aliados los harudes. César deja claro que las tribus germánicas estaban ya en las tierras de los sécuanos y los estaban aterrorizando. Se dice que ellos controlaban todos los oppida, pero esta afirmación no es totalmente cierta, puesto que Vesontio no estaba bajo control germano. Presumiblemente, el país al norte de allí sí estaba bajo control germánico.

### Enfrentamiento con César
En el año 59 a. C., siendo cónsul Julio César, Ariovisto había sido reconocido como "rey y amigo" por el Senado romano. Probablemente para entonces ya había cruzado el Rin. Cicerón indica que la derrota de los heduos tuvo lugar el año 60 a. C. o antes. Plinio el Viejo menciona un encuentro entre el predecesor de César y como procónsul de la Galia Transalpina, Quinto Cecilio Metelo Céler, y un rey de los suevos; lo que tuvo lugar entre el comienzo del proconsulado de Céler en el año 62 a. C. y su consulado en el 60 a. C. La secuencia de acontecimientos que ofrece César también parece indicar que, cuando comenzó su gobierno en la Galia en el año 58 a. C., los germanos llevaban asentados en la Galia más de un año. Sin embargo, sin el estatus de amigo, Ariovisto nunca podría haberse asegurado la tolerancia romana para su cruce del Rin, cualquiera que fuese el tiempo en que ocurriera, sino que habría sido tratado como un enemigo.
Sin embargo, los heduos eran también aliados de los romanos, y en el año 58 a. C. Diviciaco, uno de sus principales magistrados, se quejaron de la crueldad de Ariovisto y rogaron a César que interviniera en favor suyo. César envió embajadores a Ariovisto para convocarle a una conferencia. Ariovisto rechazó la convocatoria, basándose en que si César quería hablar con él, él debería ir donde Ariovisto; además, no estaba preparado para entrar en el territorio de César sin su ejército, lo que sería poco práctico y caro de reunir.
César por lo tanto envió a sus embajadores de vuelta con Ariovisto con sus demandas: que no trajera más gente de su pueblo cruzando el Rin, y que él y sus aliados devolvieran los rehenes que habían tomado a los heduos y que no emprendieran más guerra contra ellos. Señaló que Ariovisto era un amigo de Roma y que los romanos tenían un interés prioritario, que ellos ciertamente harían valer. Ariovisto conservaría la amistad de Roma si lo cumplía. De otro modo, él, César, actuando de acuerdo con los decretos del senado, no permitiría que el acoso a los heduos quedara sin sancionar.
Ariovisto rechazó cumplimentarlo, afirmando el derecho de conquista y el derecho del conquistador de imponer tributo a los conquistados, ridiculizando la capacidad de Roma de proteger a sus amigos y presumiendo de invencibilidad germánica, Ariovisto invitó a César a atacarlo si quería.
César se presenta como deseoso de actuar como un agente honrado en el conflicto, ofreciendo términos razonables para resolver la cuestión; sin embargo, como el propio César relata, Ariovisto más tarde le acusó de pretender dirigir un ejército contra él desde el principio. Dión Casio, escribiendo más de dos siglos después, está conforme, caracterizando a César como intentando provocar la guerra para obtener la gloria y el poder, mientras que al mismo tiempo cuidaba de no parecer el agresor.
Sea lo que fuera su motivación, Ariovisto sobreestimó la fuerza de su posición. Aparentemente creyó que su relación oficial con Roma era de iguales, pero los romanos no aceptaban iguales y veían la relación como una entre patrón y cliente. También parece que creyó que los romanos no lo atacarían.
Al mismo tiempo que César recibió el mensaje de Ariovisto, oyó de sus aliados celtas que los harudes estaban devastando el país de los heduos y que cien unidades de suevos bajo los hermanos Nasua y Cimberio estaban a punto de cruzar el Rin. En respuesta a estos actos provocativos, César movilizó sus tropas.

### La batalla
César no estaba lejos, probablemente en o cerca de Bibracte, donde acababa de obtener una gran victoria sobre los helvecios y otras tribus celtas, y había dispuesto del resto de los boyos, permitiéndoles asentarse en tierra hedua. Como sólo quedó un pequeño número de boyos después de la batalla, los heduos estaban dispuestos a aceptarlo. César debe haber emprendido la marcha hacia el valle del Saona de manera inmediata.
Ariovisto, siendo un hábil general por derecho propio, identificó Besanzón plaza muy principal de los sécuanos, abastecida como ninguna de todo género de municiones , y tan bien fortificada por su situación, que ofrecía gran comodidad para mantener la guerra,   Doubs y marchó hacia el lugar,  pero César juzgaba que debía precaver con el mayor empeño no se apoderase de aquella ciudad y llegó allí primero y marchando día y noche la tomó y puso guarnición en ella . Tuvo que luchar contra el pánico de sus propios hombres, quienes habían oído de la corpulencia, increíble valor y experiencia en el manejo de las armas de los germanos, César convocó a una reunión y entonces reprendió a los centuriones asperamente: " lo primero por meterse a inquirir el destino y objeto de su jornada y diciendo que si Ariovisto había solicitado el favor del Pueblo Romano  ,¿Cómo cabía en seso de hombre juzgar que tan sin más ni mas faltase a su deber?antes tenía por cierto que sabidas sus demandas, y examinada la justicia de sus condiciones no había de renunciar a su amistad ni a la del Pueblo Romano, mas dado que aquel hombre perdiese los estribos  , ¿de que temblaban tanto?,¿ o porque desconfiaban de su propio esfuerzo o de la vigilancia del capitán?,  sucediendo que en época de nuestros padres se hizo prueba de semejantes enemigos , cuando fueron derrotados los cimbros y los teutones por Cayo Mario, la victoria, se debió no menos al ejército que al general,  estos germanos son aquellos mismos a quienes los helvecios han batido en varios encuentros, no solo en su país, sino dentro de la Germania misma.los helvecios digo que no han podido contrarrestar nuestro ejército, que en caso de que nadie le siga está resuelto a marchar con solo la legión X, de cuya lealtad no duda "... trocandose maravillosamente en virtud de este discurso los corazones de todos, y concibieron gran denuedo con vivos deseos de continuar la guerra.
Vesonción queda alrededor de 121 kilómetros desde el Rin. Aparentemente Ariovisto había conocido la presencia romana allí, debido a que dejó su marcha y esperó. Usando a Diviciaco como guía, las tropas de César marcharon 80 kilómetros en siete días, llegando probablemente a los alrededores de Belfort. El ejército se estaba moviendo a sólo once kilómetros al día y confiaba en Diviciaco para guiarlos a través de campo abierto; así, es probable seguro asumir que no había calzadas romanas entre Besançon y Belfort en aquella época. César dice que dio un rodeo para permanecer en campo abierto, muy probablemente al oeste del Doubs a través de las tierras de sus aliados celtas.
Ariovisto envió embajadores a César manifestándose conforme en una conferencia, a la vista de que César había ido donde estaba él. César, conocido por dar a todos sus enemigos potenciales una última oportunidad, jugó con la idea de que Ariovisto había entrado en razón. Se acordó que se encontraran a caballo, acompañado solo por la caballería. César llevó consigo soldados a caballo de la Legión Décima, quienes bromearon diciendo que habían sido promocionados a la clase de los caballeros, lo que fue el origen de que la Legio X fuera apodada Equestris.
El encuentro de los dos en un alto entre los campamentos con los guardaespaldas apartados unos cientos de metros es seguramente un acontecimiento extraño en la historia de las entrevistas. Ambos tuvieron una oportunidad de presentar y defender sus puntos de vista cara a cara sin intermediarios o infiltraciones. César se concentró en la política romana. Ariovisto entonces tomó el argumento de que eran los heduos quienes le habían atacado a él, y no a la inversa.
César cuenta que Ariovisto afirmó que «"él no era tan incivilizado o ignorante de los asuntos, como para no saber que los heduos en la última guerra con los alóbroges ni habían dado ayuda a los romanos, ni recibido ninguna del pueblo romano en las luchas que los heduos habían estado manteniendo con él y con los sécuanos».
La palabra traducida como incivilizado al inglés (traducción de McDevitte & Bohn) es barbarus. En castellano, sí suele traducirse directamente como bárbaro.
Las civilizaciones clásicas a lo largo de sus largos períodos literarios caracterizaron constantemente a los pueblos del norte y del este como barbari, que usualmente se traduce como "bárbaros". La palabra refleja la mezcla de condescendencia, desprecio y miedo que los griegos y romanos tenían por aquellos que no compartían su civilización o sus valores. Sólo raramente conseguían esos bárbaros hacer que sus sentimientos fueran conocidos sobre semejante uso del término, como hizo Ariovisto en aquella ocasión.
Ariovisto describió la amistad romana oficial como una farsa, y pronunció otra profecía extraña, «que él podía ganar la verdadera amistad de muchos hombres destacados en Roma asesinando a César». Más aún, «el senado, dijo, había determinado que la Galia debía ser gobernada por sus propias leyes y por lo tanto debía ser libre». Para entonces César tenía que escaparse hacia sus guardaespaldas, ya que la caballería germánica estaba empezando a lanzar proyectiles.
Al día siguiente Ariovisto invitó a César a otra conferencia. Procurando enfatizar que él no podía confiar en los germanos, César envió a dos oficiales menores, Gayo Valerio Procilo y Marco Mecio. Ellos encontraron a Ariovisto en el proceso de trasladar su ejército y fueron encadenados.
A lo largo de los días siguientes, Ariovisto trasladó su campamento a tres kilómetros del de César, cubriendo el movimiento con escaramuzas de caballería. Las tribus germánicas habían desarrollado una fuerza especial que estaba formada por caballería mezclada con un número igual de infantería ligera, cuya única función era apoyar a los caballeros, individualmente o en unidades, que se hubieran embrollado en el combate. Los hombres de César resistieron en formación de batalla afuera de los muros de su campamento cada día, pero solo se le ofrecían escaramuzas. Finalmente, desde una distancia de 3 kilómetros, Ariovisto cortó las líneas de aprovisionamiento de César, aislando la guarnición.
César pretende que el lado germánico no atacó en fuerza porque sus mujeres sabias se habían pronunciado, a partir de sus videncias, que no debían implicarse en batalla antes de la luna nueva. Sin embargo, es evidente que había una razón más mundana para que Ariovisto rechazase la batalla: tenía a César rodeado. Dión Casio señala la presencia de germanos en las laderas de una colina detrás del campamento, donde estaría la Porta Quaestoria, la puerta por la que entraban las provisiones. Ariovisto tenía sitiado a César y confiaba en rendirle por el hambre.
Bajo su mejor general, el ejército romano demostraba entonces las tácticas clásicas que habían hecho de Roma la dueña del Mediterráneo, con tal extensión que los romanos eran capaces de llamarlo "Nuestro mar". Es improbable que Ariovisto sospechase lo que se le venía encima. César sabía que los germanos le superaban en número, y que su mejor y única defensa era un ataque. Tenía que forzar a los germanos a batallar o pasar hambre hasta rendirse.
Dejando una ligera defensa en el campamento, César avanzó en acies triplex hasta unos quinientos metros dentro del campo germano. Bajo la guarda de las dos primeras líneas, la tercera construyó otro castrum (campamento) en el que César ubicó dos legiones y a los auxiliares, mientras que las otras cuatro volvieron al campamento principal. 
Al día siguiente, César usó a los auxiliares del campamento avanzado como cubierta, mientras llevaba a las seis legiones a una línea de comienzo ante ella en formación acies triplex. Cada tribuno, de forma visible, tomó personalmente a su cargo una legión, mientras que el cuestor tomaba la sexta. César quería que todos los hombres vieran que estaban bajo los ojos de un comandante, que ciertamente compartiría su destino. Ellos entonces comenzaron un avance sobre el punto más débil de la fuerza germana, el campo abierto. 
César dice que el campo enemigo estaba defendido por una serie de carromatos, reunidos detrás de las líneas germanas, que ahora tenían que luchar o huir. El usual coro de mujeres gimoteantes fue ubicada en los carros. El efecto que realmente tuvo en los soldados no queda claro. La idea era colocar la tribu en una situación en la que debían resultar victoriosos o ser aniquilados con sus mujeres.
Según relata César, cuando Ariovisto sacó del campamento a los germanos y los hizo formar, fue agrupándolos por pueblos, a intervalos iguales, «los harudes, los marcomanos, los tríbocos, los vangíones, los németes, los eudusios y los suevos». Aparentemente, los germanos carecían de una fuerza de reserva, mientras que los romanos siguieron su práctica establecida de dos unidades delante de una detrás. César abrió la batalla con una carga contra la izquierda germana, lo que parecía la parte más débil de la línea. Las fuerzas germanas respondieron cargando con tal velocidad que los romanos fueron incapaces de tirar sus pila y la lucha entró en una fase de esgrima inmediatamente. Prevaleció la abierta línea de batalla romana, en la que cada hombre tenía espacio para luchar. Los germanos se acumularon en una formación de falange y comenzó a empujar a los romanos hacia atrás, incluso aunque estos últimos saltaron sobre los escudos del enemigo para empujar hacia abajo.
El oficial de caballería P. Craso, desde su ventajosa posición a caballo, comprendió lo que estaba ocurriendo y por iniciativa propia ordenó a la tercera línea de batalla, (la infantería de reserva), que entrase en acción en apoyo de la derecha romana. Los romanos fueron momentáneamente victoriosos en su izquierda. Esta decisión estaba normalmente reservada a oficiales superiores[cita requerida] pero Craso obtuvo grandes alabanzas por ello después de la batalla y fue probablemente alistado para un rápido progreso. La línea enemiga se rompió y corrió hacia el Rin, que estaba a una veintena de kilómetros, mujeres y todo, con la caballería romana persiguiéndolos.
Algunos, incluyendo al propio Ariovisto, consiguieron cruzar el río en barcas o nadando. El resto fueron atrapados por la caballería romana, incluyendo a las dos esposas de Ariovisto y una de sus hijas; otra hija fue hecha prisionera. Ambos emisarios de César fueron rescatados ilesos, para relatar sus angustiosas aventuras conforme los germanos debatían (en su presencia) si debían ser quemados entonces o más tarde. César dijo que encontrar a Procilo y liberarlo de sus cadenas le proporcionó tanto placer como la victoria, lo que permite comprender mejor el clima emocional de las fuerzas de César. Los oficiales eran una especie de familia.

### Las consecuencias
Si César nombró a las unidades del ejército germano de izquierda a derecha, los suevos, que quedaban a la derecha de César, sufrieron el grueso de las pérdidas, y fueron los más perseguidos por la caballería romana. Los suevos que habían planeado cruzar el Rin se volvieron atrás. Las tribus germánicas que se habían unido a los suevos en sus ataques, ahora compraron la paz volviéndose contra ellos y atacándolos en su retirada. En sólo unos pocos días, los suevos perdieron la capacidad de organizar cualquier ofensiva en el Rin o sobre este río, que ellos asiduamente evitaron durante un tiempo posterior, tomando refugio en la Selva Negra como los futuros alamanes.
Ariovisto puede que escapase pero es improbable que conservara ninguna posición en el ejército ciudadano de los suevos. Cuando los usípetes y los téncteros fueron expulsados de sus tierras por los suevos en el año 55 a. C., no se le menciona. Estaba muerto para el año 54 a. C., cuando su muerte se dice que fue la causa de indignación entre los germanos. Cómo murió es algo desconocido. Tácito señala que huir de la batalla, abandonando el escudo de uno, era algo vergonzoso entre los germanos, y aquellos que lo hacían, a menudo se ahorcaban; y que los traidores y desertores eran colgados, y los cobardes ahogados.
César quedó con las manos libres en la orilla izquierda del Rin. Inmediatamente emprendió campaña contra los belgas, y la disposición de las tierras en el Rin se omite en su relato. La cuestión de quién poseía Alsacia es históricamente significativa. Los topónimos son celtas, pero no se sabe dónde estaban los celtas. César no los menciona en su campaña contra Ariovisto. Muy probablemente ellos habían sido, en parte, los boyos, que eran una fuerza poderosa en el Danubio hasta que se encontraron con los marcomanos y los cuados. El miedo a los germanos los forzó fuera de la región, sólo para ser principalmente destruidos por su oposición a César. César había justo asentado al último de ellos entre los heduos cuando comenzó la campaña contra Ariovisto.
A principios del imperio, las mismas tribus germánicas que habían luchado al lado de Ariovisto aparecieron en ambos lados del Rin en Alsacia. En aquel tiempo eran de etnicidad mixta y quizás ya no hablaban germano. Parece claro que los romanos les habían permitido tomar las tierras anteriormente de los entonces desaparecidos boyos a cambio de sus servicios como estado tapón contra los suevos. Sirvieron durante mucho tiempo y con lealtad. La provincia de Germania Superior fue formado a partir de ellos. Por lo que se refiere a los germanos que ya se habían asentado entre los celtas, no queda claro qué les pasó; sin embargo, no hay documento de ninguna limpieza étnica. Más probablemente ellos se integraron en la nueva población romano-celta.

## Etimología
La segmentación del nombre en Ario- y -vistus está bien establecida. Una conexión del siglo XIX entre Ehre, "honor" y Ario- resultó no ser válida. Actualmente no hay completo acuerdo sobre cómo debe derivarse la palabra. La mayoría de los diccionarios etimológicos lo silencian.
El Dictionary of Greek and Roman Biography and Mythology de Smith bajo Ariovisto sugiere otra derivación del primer elemento que parece encajar en inscripciones rúnicas conocidas hoy. Smith traduce Ario- por el germano Heer, "multitud, armada"" y -vistus del germano Fürst, "un príncipe".
Alternativamente, el nombre podría interpretarse como Herr-Vist (Heer - Vist, "Ejército/Huésped" + "Puño"), para formar "Puño del ejército".
Si Ario- es una representación romana de un antecesor romano de Heer, el antecesor es germánico occidental *harja- del germánico *harjaz apareciendo en construcciones tales como *harja-waldaz y *harja-bergaz. La raíz indoeuropea es *koro-. El lingüista indoeuropeo, Julius Pokorny, en Indogermanisches Etymologisches Woerterbuch (disponible en Internet) simplemente afirma en la pág. 67 bajo ario-? que el nombre personal celto-germánico, Ariovistus, no prueba nada (en relación con ""Ario") debido a que puede provenir de *Hario-.
El reconstruido *harja está actualmente testimoniado en inscripciones rúnicas como Harja y Harijaz permaneciendo solo (posiblemente con el significado de un hombre de los Harii) Harijaz Leugaz (Lugii?) y Swaba-harjaz (suevos?) en combinación, así como siendo parte de un prefijo en Hari-uha "primer guerrero" y Hariwolafz "lobo de batalla"”.
El segundo elemento no está entre las runas. La raíz más cercana parece ser indoeuropea *weid-, "ver", en el sentido de guía, líder, persona que ve lo que hay que hacer. El vidente también tenía un papel importante en liderar a los ejércitos de la Ilíada, la primera literatura de Europa. Quizás -vistus deriva de la misma forma en inglés "sabio", *weid-to-, que en anglosajón es también usado para designar a un líder o guía (wisa). Sin embargo, todo esto es especulación.
Siguiendo a Smith, Ariovisto se traduce de forma más directa como "general", suscitando la posibilidad de que el nombre sea un título concedido al hombre por los suevos, su nombre real por lo tanto quedó eclipsado por él. César relata que los suevos mantenían un ejército ciudadanos de cien mil hombres elegidos anualmente, y Tácito que los suevos no eran una sola tribu. Ariovisto probablemente fue elegido de entre los generales para guiar a un grupo armado hacia la Galia, puesto que los videntes eran generalmente usados con tal propósito.

### Posible origen galo
Una teoría alternativa es que el nombre Ariovisto, como el de otros líderes germánicos que están documentados en fuentes latinas bajo nombres patentemente celtas, representa una traducción gala del nombre o título original del rey suevo. César utilizaba intérpretes celtas y envió un embajador que hablaba celta a Ariovisto. Esta derivación proviene de una comparación con el irlandés antiguo aire, airech, "hombre libre, noble, líder" del céltico *arios ("noble" o "por delante, liderando"), y el elemento bien establecido como galo uid-, uidi-, uissu-, "percepción, conocimiento". Ariovistus así significaría "Sabio noble" o "El que sabe por adelantado." Ariovisto puede encontrarse incluido en diccionarios etimológicos celtas entre nombres galos similares para figuras germánicas, tales como Ariomano (Ariomanus, "Buen líder") y Ariogaiso (Ariogaisus, el "líder de la lanza").